# Haliaspis distichlii
Haliaspis distichlii är en insektsart som först beskrevs av Ferris 1921.  Haliaspis distichlii ingår i släktet Haliaspis och familjen pansarsköldlöss. Inga underarter finns listade i Catalogue of Life.